# Rahaga
Los Rahaga son personajes ficticios en el mundo Bionicle.

## Historia
Los Toa Hagah pertenecían a la hermandad de Makuta, pero estos, al ver que Makuta se estaba volviendo corrupto decidieron rebelarse, pero Roodaka los mutó en unas criaturas con cabezas de Rahkshi llamadas Rahaga. Y los dejó partir.
Después, decidieron ayudar a los Toa Hordika a buscar al legendario Keetongu, quien les podía ayudar en esta misión, para vencer a los Visorak y a sus reyes (Sidorak y Roodaka).

## Integrantes
- Norik es el Rahaga del fuego. Los movimientos flúidos y la voz calmante de Norik permiten que él encante Rahi reptilian. Cuando él está bastante cercano, él utiliza su personalidad para distraer a las criaturas y después las atrapa con su lanzador de la trampa. Norik prefiere conducir haciendo, más bien que hablando, y parece ser completamente audaz.

- Iruini es el Rahaga del aire. Un amo del camuflaje, Iruini busca para subir Rahi entre los cables y los canales inclinados enredados de Le-Metru. Él utiliza su personalidad para hipnotizar a los Rahi y a su lanzador del gancho para enredar sus miembros. Iruini cree que hay mucho a aprender de los Rahi, incluyendo cómo relajar y jugar más bien que siendo tan serio toda la hora.

- Gaaki es la Rahaga del agua. Independiente y en el país en el agua, Gaaki está intentando siempre probar que ella es justa como buena trepadora Tal como los otros Rahaga. Ella utiliza su personalidad como cebo para tentar la natación Rahi, después los coge usando sus lanzador del flotador.

- Pouks es el Rahaga de la piedra. Ruidoso y bullicioso, Rahaga Pouks cree en el discurso llano y la acción directa que toma más bien que hacer furtivamente alrededor. Él captura la tierra Rahi más grande con sus lanzadores del lazo, después utiliza su personalidad para dejar una marca invisible así que pueden ser seguidos más adelante. Él ama las bestias masivas y puede de verdad enseñar a otras cómo hacerse amigos de ellos.

- Bomonga es el Rahaga de la tierra. Rahaga Bomonga prefiere trabajar solamente, buscando Rahi que sean nocturnos o sigan ocultados. Su personalidad permite que él detecte la presencia de Rahi, y sus lanzadores silenciosos pueden paralizar un Rahi con un tacto.

- Kualus es el Rahaga del hielo. Rahaga Kualus es ferozmente protector de todo Rahi volador, e incluso habla en su lengua ocasionalmente. Él utiliza su personalidad para convocar a criaturas voladoras o para advertirlas del peligro. Sus lanzadores búmeran pueden trabar encendido a un Rahi volador y traerlo.

- Datos: Q6098274